# Брусницын, Николай Николаевич
Николай Николаевич Брусницын (26 октября (8 ноября) 1837, Санкт-Петербург, Российская империя — 23 октября 1918, Петроград, Российское государство) — русский предприниматель, финансист и благотворитель. 
Владелец кожевенного завода, купец 1-й гильдии, потомственный почетный гражданин, действительный статский советник, мануфактур-советник, гласный Городской думы Санкт-Петербурга с 1881 года.

## Биография
Николай Николаевич Брусницын родился в 1839 году в Санкт-Петербурге. Один из трёх сыновей Николая Мокиевича Брусницына (1810—1878), из купцов  Тверской губернии города Корчева, который переехал Петербург и на 1838 год был записан в СПб купечество по 3-й гильдии. В 1861г перешел во 2-ю гильдию, а в 1863 в 1-ю гильдию.  Приобрел дом на Васильевском острове, где с XVIII века находились кожевенные производства. В семье Брусницыных было восемь детей — трое сыновей (Николай, Александр и Григорий) и пять дочерей. После смерти отца, сыновья Николая Мокиевича вместе продолжали семейное дело.

### Завод
Николай Мокиевич приобрел одну из кожевенных мастерских в Чекушах и открыл небольшое производство (10 человек). Скромная мастерская по дублению кожи вскоре превратилась в крупнейший в столице завод по выделке кож с 600 рабочими.
Датой основания кожевенного завода Брусницыных считается 1847 год: именно в этом году на двух обширных участках с обеих сторон Кожевенной линии, принадлежавших Н. М. Брусницыну, была основана фабрика. Вскоре был построен главный производственный корпус (Кожевенная линия, 28-30) по проекту А. С. Андреева (1852), расширенный впоследствии Е. Е. Аникиным (1863) и затем В. И. Тимофеевым (1892). Здание является образцом «кирпичного стиля» в промышленной архитектуре Петербурга.
Фабрика Брусницыных была крупнейшим из кожевенных производств Петербурга царской эпохи и одним из самых передовых в Европе предприятий по производству кожи. В 1874 было создано Товарищество «Н. М. Брусницын с сыновьями». После смерти отца старший сын, Николай Николаевич унаследовал предприятие, годовая выработка которого превышала 1 600 000 рублей, и стал его директором-распорядителем. Троим братьям принадлежал контрольный пакет паёв товарищества.
В 1882—1885 годах недалеко от предприятия были построены общежития для рабочих на 450 человек. При общежитиях действовала вечерняя школа для рабочих, был устроен лазарет. Предприятие было оснащено по последнему слову техники. Один из братьев, Александр, регулярно ездил за рубеж, закупал современное иностранное оборудование, внедрял современные технологии. В Петербурге у Брусницыных было несколько магазинов, где продавались сумочки, ремни, сандалии и высококачественные мелкие изделия из кожи.
После революции завод продолжал работать, его название многократно менялось. Предприятие существует и сейчас как ОАО «Кожевенный завод им. А. Радищева».
Николай Николаевич Брусницын также занимал пост вице-председателя совета Русского для внешней торговли банка и был членом правления компании Владимирского кожевенного завода.
Похоронен 28 октября 1918 года на Волковском кладбище в Петрограде.

## Благотворительность

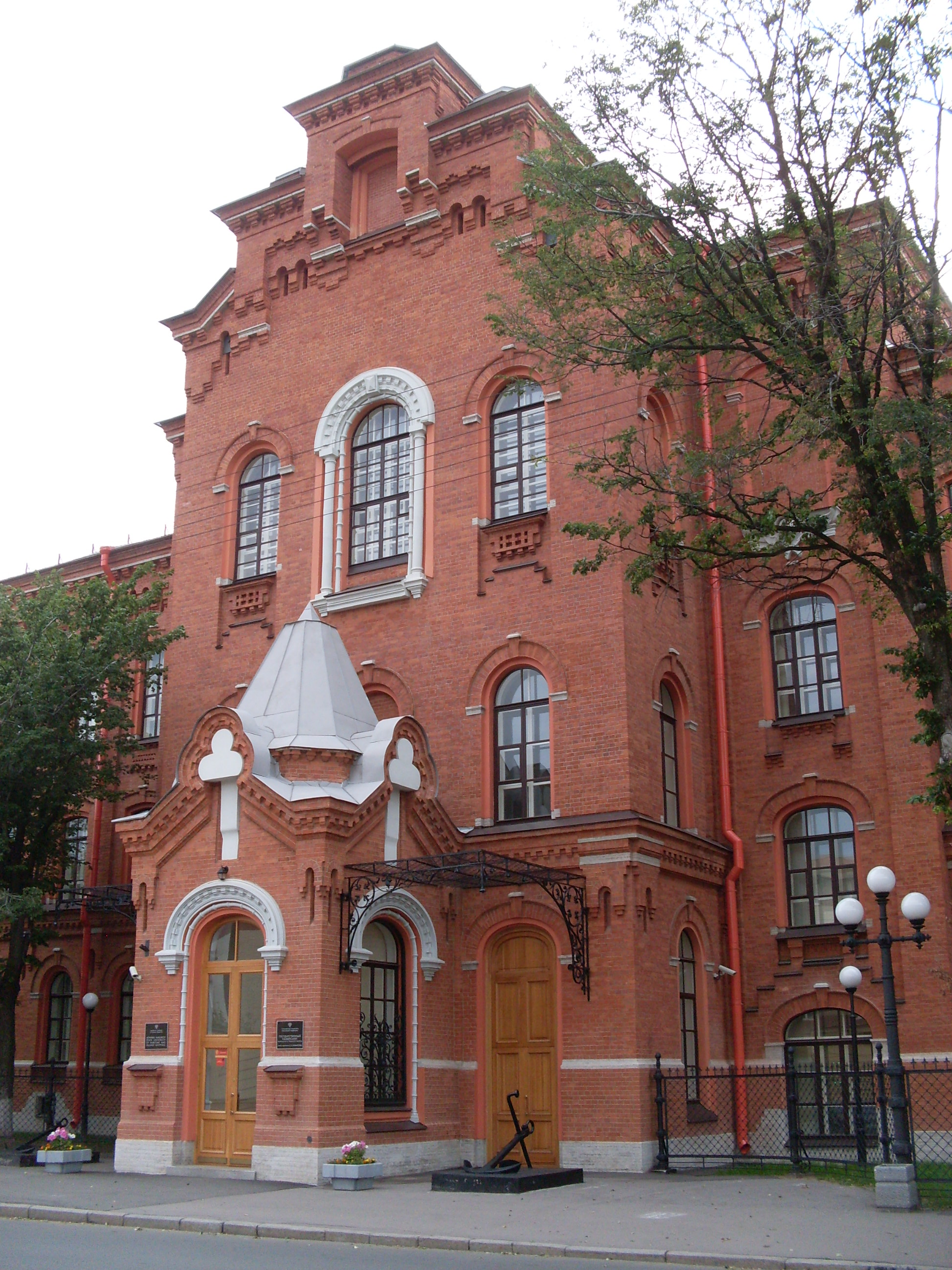
Главный вход Дома призрения Брусницыных. 2013 год

Николай Николаевич всегда старался помогать тем, кто в нужде. Давал деньги приютам, богадельням, жертвовал храмам для раздачи нищим. Пожертвовал значительные средства на устройство больницы для хронически больных детей «Обществу попечения о бедных и больных детях», на содержание Евгениевского приюта для арестантских детей-девочек. Николай Николаевич Брусницын являлся попечителем 6-го городского сиротского дома.
Николай Брусницын вел активную общественную и работу:
- почётный член и член совета Общества пособия пострадавшим от пожарного бедствия в Санкт-Петербурге;
- почётный член совета Коммерческого училища;
- почётный член 5-го, 9-го и 12-го городских попечительств о бедных;
- казначей Гаванского бесплатного родильного приюта[3];
- член Комитета для оказания помощи вдовам и сиротам пострадавших на войне (с 1904 года);
- председатель Санкт-Петербургской городской исполнительной комиссии по благотворительности (с 1908 года);
- член комитета Попечительства о народной трезвости (вместе с братом Александром);
- член совета Больницы Святой Марии Магдалины
- член Всероссийского союза учреждений, обществ и деятелей по общественному и частному призрению.

### Дом призрения
В 1895 году, по случаю 50-летия завода, братья Брусницыны начали строительство богадельни на Косой линии — Дома призрения для малолетних детей-сирот и назвали её в память о своих родителях, Николае и Елене. Н. Н. Брусницын стал председателем Благотворительного комитета Дома призрения.
Заведение включало приют на 180 сирот с начальной школой, богадельню для престарелых рабочих на 120 человек и больницу. На третьем этаже главного здания располагалась домовая церковь. Семья Брусницыных пожертвовала на учреждение 1,5 млн рублей. В 1895—1898 годах, под руководством архитектора П. Ю. Сюзора был возведён комплекс построек Дома призрения. Освящение прошло 28 декабря 1897 года в присутствии принца А. П. Ольденбургского. Перед входом в заведение стояла часовня. Рядом находилась трёхэтажная больница с квартирами врачей. В 1913—1914 годах в саду была выстроена ещё одна часовня — с семейным склепом Брусницыных. Практически сразу после открытия Брусницыны передали Дом призрения городу. За это они получили благодарность от императора Николая II, а в Городской думе была открыта мемориальная доска в честь братьев Брусницыных. В настоящее время в этом здании на Косой линии 15а размещается Государственная морская академия им. адмирала С. О. Макарова.

## Особняк Брусницыных

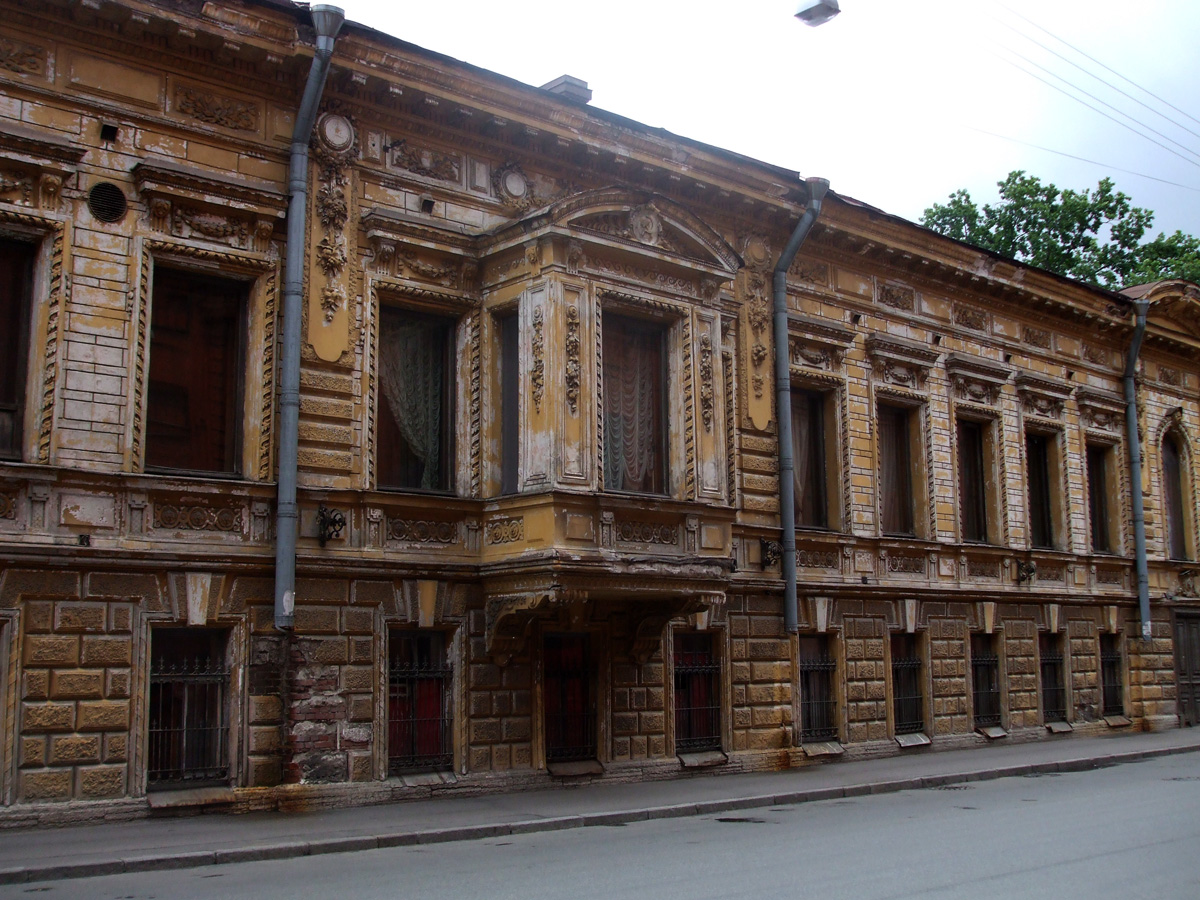
Фасад особняка Брусницыных. 2008 год

Особняк Брусницыных — памятник архитектуры XIX века в стиле эклектики. В 1857 году с западной стороны к зданию пристроили объём в три оси по проекту архитектора А. С. Андреева. Им же, в 1860-х годах, был изменён лицевой фасад, была увеличена высота второго этажа и окна первого этажа. В 1882 году владельцами особняка стали сыновья Брусницына Николая Мокеевича Николай, Георгий и Александр. Первая перестройка дома началась в 1884 году. Эта задача была поручена архитектору Анатолию Ивановичу Ковшарову. Интерьеры дома получили новую отделку. Ещё раз второй этаж был повышен. К зданию добавлена пристройка для парадной лестницы. Особняк приобрел форму буквы «Ш». Лицевой фасад был надстроен под один карниз. Именно при этой перестройке здание получило существующий сейчас облик. Со стороны двора был разбит зимний сад.
После 1917 года особняк стал принадлежать Кожевенному заводу имени А. Н. Радищева. Здесь разместилось заводоуправление. В 1925—1930-х годах на месте ворот были устроены вестибюль и проходная. В 1993 году реставрировали Белый зал и столовую. В настоящее время сохранившие исторические интерьеры помещения переданы в аренду частным фирмам или не используются.
В настоящее время здание не используется. Особняк охраняется государством, но реставрационные работы не проводятся. На втором этаже сохранились роскошные интерьеры, там снимались некоторые сцены исторических фильмов.